# Vicente Guerrero
Pour les articles homonymes, voir Guerrero (homonymie) et Saldana.
Vicente Ramón Guerrero Saldaña, né le 10 août 1782 à Tixtla et mort fusillé le 14 février 1831 à Cuilápam, est un militaire et homme d'État mexicain. Il est le deuxième président de la République d'avril à décembre 1829. Le 15 septembre 1829, il décrète l’abolition de l’esclavage au Mexique.

## Carrière militaire

### Premières années
Il naît dans une famille de commerçants de la classe moyenne de Tixla, à 100 km de la ville d'Acapulco en Sierra Madre Occidentale. Il est un afrodescendant.
Invité par les frères Galeana, il rejoint en 1810 les premières révoltes contre Joseph Bonaparte qui gouverne l'Espagne, d'abord se battant aux côtés de José María Morelos et ensuite en prenant le commandement de ses troupes après la mort de ce dernier.

### Indépendance du Mexique
Lorsque le Mexique obtient l'indépendance, il collabore d'abord avec Agustín de Iturbide avec le rang de général de l'armée impériale. Cependant, peu après la proclamation d'Iturbide comme empereur, Guerrero déclare être en faveur d'une république avec le Plan de Casa Mata (es).
Après l'abdication de l'empereur, Guerrero devient membre du Pouvoir exécutif suprême qui dirige le pays entre avril 1823 et octobre 1824. Il est brièvement ministre de la guerre et de la  marine du 8 au 29 décembre 1828.

## Président fédéral

### Arrivée à la présidence
Quand le modéré Manuel Gómez Pedraza gagne les élections et semble en mesure de succéder à Guadalupe Victoria comme président du Mexique, Guerrero, avec l'aide du général Antonio López de Santa Anna, organise un coup d'État et prend la présidence le 1er avril 1829.
La nature violente de ce coup d'État militaire déplaît à des libéraux d'Amérique latine qui pourtant sympathisent avec les buts de Guerrero, et ses actions sont condamnées par Simón Bolívar. Après huit mois au pouvoir, Guerrero est déchu par un contre-coup d'État le 4 décembre suivant.

### Déchéance et exécution
Malgré sa déposition du pouvoir, Guerrero espère cependant revenir au pouvoir mais le ministre de la Guerre, le général Antonio Facio offre la somme de 50 000 pesos (équivalent exact de 250 000 francs-or) au Génois Francisco Picaluga, capitaine du navire Colombo pour que celui-ci, se valant de l'amitié que lui portait Guerrero, le capture à son bord. Une fois prisonnier, Guerrero est livré à un officier nommé Miguel González dans le port d'Huatulco.
Conduit à Oaxaca où il est rapidement jugé par un conseil de guerre qui le condamne à mort pour rébellion le 15 janvier 1831 et le fait passer par les armes à Cuilapan le 14 février suivant. Francisco Picaluga est condamné à mort par contumace par le Conseil supérieur royal de l'Amirauté, résidant à Gênes.

### Hommages
L'État mexicain de Guerrero porte son nom en son honneur et sa ville de naissance a été rebaptisée Tixla de Guerrero. Franc-maçon, il était grand maître dans l'ordre d'York (Yorkinos).
Ses restes reposent dans le mausolée situé à la base de la colonne de l'Indépendance à Mexico, en compagnie de ceux de Juan Aldama, Ignacio Allende, Nicolás Bravo, Miguel Hidalgo y Costilla, José Mariano Jiménez, Mariano Matamoros, Francisco Javier Mina, José María Morelos y Pavón, Andrés Quintana Roo, Leona Vicario et Guadalupe Victoria. L'historien américain J.A.Rogers l'a surnommé, le « George Washington du Mexique », tandis que l'historien américain Théodore G. Vincent a écrit un livre biographique sur Guerrero: 'The legacy of Vicente Guerrero, Mexico first black President, University of Florida Press 2001.